# 米納勒爾布拉夫 (喬治亞州)
米納勒爾布拉夫（英語：Mineral Bluff）是位於美國喬治亞州范寧縣的一個人口普查指定地區。

## 地理
米納勒爾布拉夫的座標為34°54′52″N 84°16′36″W / 34.91444°N 84.27667°W，而該地最高點為海拔高度479米（即1572英尺）。

## 人口
根據2010年美國人口普查的數據，米納勒爾布拉夫的面積為3.57平方千米，當中陸地面積為3.56平方千米，而水域面積為0.01平方千米。當地共有人口150人，而人口密度為每平方千米42人。